# Tam Hoàng Ngũ Đế
Tam Hoàng Ngũ Đế (chữ Hán: 三皇五帝) là thời kỳ lịch sử đầu tiên của Trung Quốc, gồm các vị quân chủ huyền thoại của Trung Quốc trong thời kỳ từ năm 2852 TCN tới 2205 TCN, thời kỳ ngay trước thời nhà Hạ. Do không có di tích đủ lớn để khảo cứu nên mô tả về thời kỳ này mang tính truyền thuyết, huyền thoại nhiều hơn là thực tế lịch sử.
Cái gọi là Tam Hoàng (三皇), dùng để chỉ đến ba vị quân chủ đầu tiên mang tính chất huyền huyễn và thần thánh. Theo truyền thuyết, ba vị này được cho là thần tiên hoặc bán thần, những người đã sử dụng các phép màu để giúp dân. Do phẩm chất cao quý nên họ sống lâu và thời kỳ cai trị của họ hòa bình thịnh vượng. Còn Ngũ Đế (五帝), là năm vị quân chủ nối tiếp theo Tam Hoàng, có công khai hóa dân tộc Trung Hoa, đưa dân tộc này thoát khỏi tình trạng sơ khai. Trong thời kỳ này, người Trung Quốc đã biết chế ra lửa để nấu chín thức ăn, biết cất nhà, làm quần áo, trồng ngũ cốc, chài lưới, thực hiện lễ nghi, và bắt đầu tạo ra chữ viết.
Đó là thời kỳ sơ khai của Trung Quốc. Văn minh Trung Hoa mới bắt đầu khởi phát nên còn rất thô sơ và dân chúng rất thưa thớt, họ sống theo lối du mục hoặc các làng mạc định cư nhỏ, không có chữ viết và cũng không có dấu tích công trình gì còn sót lại. Điều này khiến việc nghiên cứu để biết rõ về thời kỳ tối cổ này khá khó khăn.

## Tam Hoàng
Các học giả Trung Hoa không nhất trí với nhau về Tam Hoàng cụ thể là ai, phần lớn chịu ảnh hưởng nhiều bởi các truyền thuyết dân gian.
Theo Sử ký Tư Mã Thiên, Tam Hoàng là:
- Thiên Hoàng - trị vì 18.000 năm.
- Địa Hoàng - trị vì 11.000 năm.
- Nhân Hoàng - trị vì 45.600 năm.

Theo Vận Đẩu Xu (運斗樞) và Nguyên Mệnh Bao (元命苞), Tam Hoàng là:
- Phục Hy
- Nữ Oa
- Thần Nông

Đây là thuyết thường thấy nhất của Tam Hoàng, được ngầm công nhận là một danh sách chuẩn. Trong đó, Phục Hi và Nữ Oa là hai anh em, và cũng là thần chồng và thần vợ, hai người được coi là tổ tiên của loài người sau một trận đại hồng thủy. Cũng như Thần Nông là người đã phát minh ra nghề nông và là người đầu tiên dùng cây cỏ làm thuốc chữa bệnh.
Các sách Thượng thư đại truyện (尚書大傳) và Bạch hổ thông nghĩa (白虎通義) thay thế Nữ Oa bằng Toại Nhân, người mà theo truyền thuyết đã phát minh ra lửa. Sách Đế vương thế kỉ (帝王世紀) thay thế Nữ Oa bằng Hoàng Đế, người được coi là tổ tiên của người Hán. Sách Thông Giám Ngoại Kỷ lại thay thế Nữ Oa bằng Cộng Công, tức là vị thần của nước. Sách Bạch Hổ Thông Nghĩa còn có 1 thuyết khác thay thế Nữ Oa bằng Chúc Dung, tức là Hỏa thần.
Việc thay thế Nữ Oa - một nữ thần - bằng một vị nam thần được cho là kết quả của việc chuyển từ chế độ mẫu hệ thời cổ xưa sang chế độ phụ hệ.

## Ngũ Đế

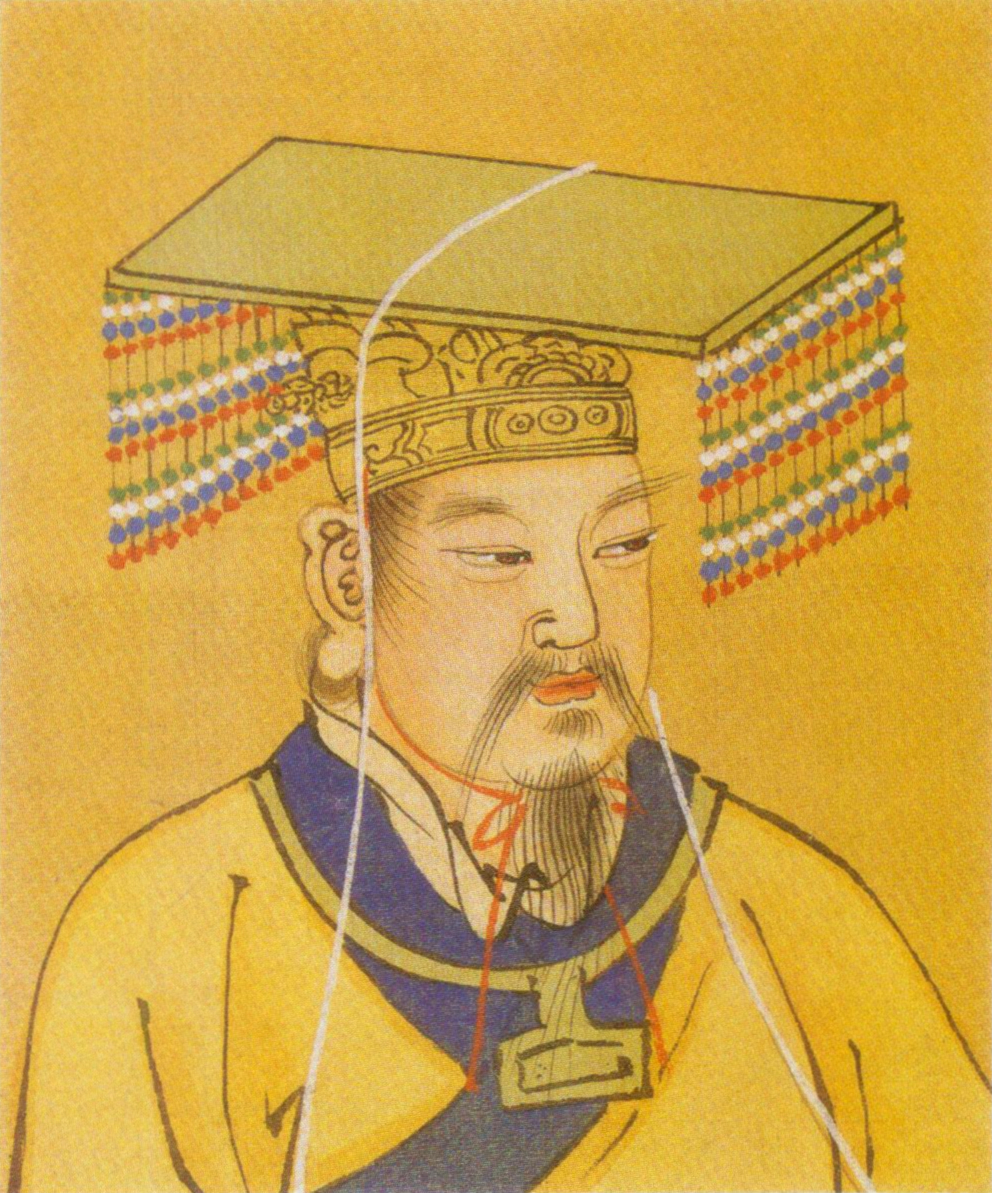
Chân dung Hoàng Đế

Tương tự như Tam Hoàng, các vị trong Ngũ Đế cũng có nhiều giả thuyết. Thuyết của Sử ký Tư Mã Thiên được xem là chính thống nhất, theo sách này thì Ngũ Đế bao gồm:
- Hoàng Đế (黃帝).
- Chuyên Húc (顓頊).
- Đế Khốc (帝嚳).
- Đế Nghiêu (帝堯).
- Đế Thuấn (帝舜).

Theo "Sử Trung Quốc" của Nguyễn Hiến Lê, các vị quân chủ đó đều do người Trung Quốc tưởng tượng ra, chỉ có Nghiêu, Thuấn có thể coi là bán thực bán huyền (semi-historique). Trong đó, Nghiêu và Thuấn còn được gọi là Nhị Đế, cùng với Hạ Vũ, Thương Thang, Chu Văn vương, những người sáng lập ra nhà Hạ, Thương, Chu, được Nho giáo coi là các vị vua kiểu mẫu và là các tấm gương đạo đức, gọi chung thành Nhị đế Tam vương (二帝三王). 
Thượng thư tự (尚書序) và Đế vương thế kỷ lại liệt kê Thiếu Hạo thay cho Hoàng Đế.
Sách Sở Từ (楚辭) nói đến Ngũ Đế như là các vị thần ở các phương:
- Thiếu Hạo (đông)
- Chuyên Húc (bắc)
- Hoàng Đế (trung)
- Phục Hi (tây)
- Thần Nông (nam)

Sách Lễ ký (禮記) đồng nhất Ngũ Đế với Ngũ Thị (五氏), bao gồm:
- Hữu Sào thị (有巢氏)
- Toại Nhân thị (燧人氏)
- Phục Hi thị (伏羲氏)
- Nữ Oa thị (女媧氏)
- Thần Nông thị (神農氏)

Vị Hoàng đế Trung Hoa đầu tiên trong lịch sử là Tần Thủy Hoàng, người đã tạo danh hiệu mới cho các vị quân chủ, vì ông cho rằng từ Vương đã có từ thời nhà Chu và bị các chư hầu lạm xưng, không còn đủ tôn quý. Danh từ Hoàng đế có Hán văn là [皇帝], được tạo ra bằng cách kết hợp các danh hiệu Hoàng (皇) của Tam Hoàng với Đế (帝) của Ngũ Đế.